# Arcadian Risk Capital
Arcadian Risk Capital, oftmals abgekürzt als Arcadian auftretend, ist ein Assekuradeur mit Hauptsitz in Hamilton auf den Bermudas.

## Hintergrund
Das Unternehmen wurde 2020 mit Unterstützung von Third Point Re, die eine Minderheitsbeteiligung erwarb, von John Boylan gegründet, der zuvor bei AIG, der XL Group und Markel langjährige Erfahrung auch auf Führungsebene in der Sachversicherungsbranche gesammelt hatte. Der Assekuradeur erhielt die aufsichtsrechtliche Zulassung der Bermuda Monetary Authority zur Aufnahme des Geschäftsbetriebs ab dem 1. Oktober, 2022 erfolgte mit Zulassung jeweiliger lokaler Schwestergesellschaften durch die Central Bank of Ireland und die Financial Conduct Authority die Expansion in die Europäische Union bzw. das Vereinigte Königreich. Im März 2023 wurde die Partnerschaft zwischen Arcadian, das im Vorjahr einen in Bruttoprämieneinnahmen gemessenen Umsatz von über 290 Millionen US-Dollar erwirtschaftet hatte, und SiriusPoint, das aus Third Point Re hervorgegangen war, bis 2026 erweitert.
Arcadian unterstützt als Assekuradeur beim Underwriting von beruflichen und unternehmerischen Haftpflichtrisiken sowie weiterer Sachversicherungssparten mit Fokus auf industriellen und technischen Risiken, dabei agiert insbesondere SiriusPoint als Risikoträger und stellt Kapazität über seine Gesellschaften in Bermuda bzw. Schweden zur Verfügung.